# Baniska
Baniska (bulgariska: Баниска) är ett distrikt i Bulgarien.   Det ligger i kommunen Obsjtina Dve mogili och regionen Ruse, i den centrala delen av landet, 220 kilometer öster om huvudstaden Sofia.
Trakten runt Baniska består till största delen av jordbruksmark. Runt Baniska är det ganska glesbefolkat, med 36 invånare per kvadratkilometer.